# Гуфайзензідлунг
52°26′51″ пн. ш. 13°26′55″ сх. д. / 52.4475° пн. ш. 13.4486° сх. д.
Селище Гуфайзен, Гуфайзензідлунг (нім. Hufeisensiedlung — селище «Підкова») — житловий масив, побудований на півдні берлінського округу Нойкельн у 1925—1933 роках за проєктом архітекторів Бруно Таута і Мартіна Вагнера. Це один з перших проєктів соціального житла та частина великого житлового масиву Бриц/Фріц-Рейтер-Штадт, другу частину якого забудували архітектори Пауль Енгельман і Еміль Фанмайер.
Після Першої світової війни в період безробіття населення Берліна стало різко збільшуватися. Житла в місті катастрофічно не вистачало. На початку 1920-х років дефіцит житла в місті становив понад 100 000 квартир, приватне будівництво не могло його задовольнити.
У 1921-1928 роках з'явилися численні некомерційні житлові товариства, які пропонували ліквідувати брак житла за допомогою соціальних реформ. Відповідно до цих ідей в місті повинно було з'явитися дешеве і високоякісне житло з гарними транспортними можливостями. Втілити ці ідеї можна було тільки шляхом будівництва великих житлових селищ. Житлове селище Хуфайзен став першим прикладом реалізації соціального житла в Берліні та складним завданням для його архітекторів.
Згідно з новим будівельним статутом 1925 року у Великому Берліні з'явилося 17 великих житлових селищ, які попри високу щільність житлової забудови надавали необхідний рівень житлових умов.

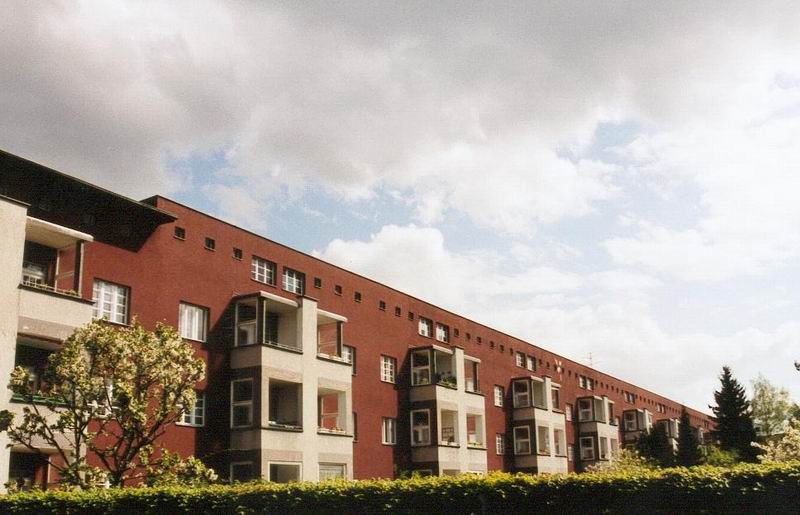
Червона сторона селища Хуфайзен

Селище Хуфайзен, відповідальним архітектором якого був призначений Бруно Таут, планувалося побудувати на території колишнього дворянського маєтку Бриц на півдні берлінського округу Нойкельн. Разом з радником з містобудування архітектором Мартіном Вагнером Таут підготував містобудівну концепцію селища Хуфайзен. Обидва були прихильниками ідеї «нового будівництва» і мріяли перенести промислові методи праці на архітектуру. Стандартні квартири та будівлі та велике виробництво повинні були виявити переваги нових ідей. Мартін Вагнер використовував будівництво селища для «досліджень економічного будівництва».
Таут привніс в проєкт свій досвід роботи над містом-садом Фалькенберг: попри високу щільність забудови велике значення було приділено зеленим насадженням і вільному простору. Головна будівля розташована навколо невеликого водоймища, а стрічкова забудова залишає численні вільні простори за подобою дворів. Оскільки забудова адаптована до місцевості й виконана у формі великої підкови, селище справляє гарне враження.

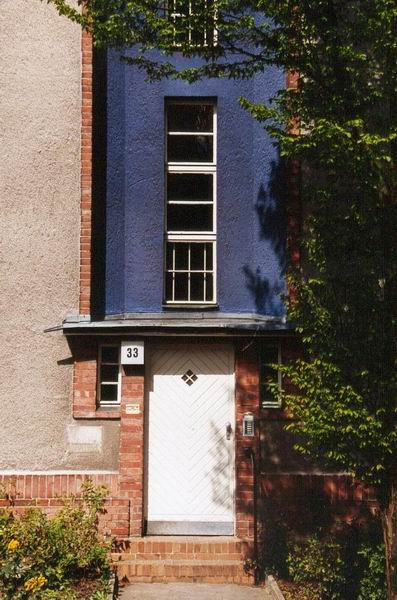
Кольорові фасади в берлінському селищі Хуфайзен

Будівництво велося з 1925 по 1933 роки в сім черг, в результаті з'явилося селище в стилі «нового будівництва» на 1072 квартири. Планувань квартир всього чотири. 472 квартири знаходяться в розташованих рядами одноквартирних будинках, 600 квартир знаходяться в чотириповерхових багатоквартирних корпусах. За винятком центральної «підкови» всі споруди виконані стрічковою забудовою, у кожного дома є власний садок.
Функціональності й тим самим архітектурної простоти Тауту вдалося досягти небагатьма, але ефективними засобами, до яких можна віднести віконні плетіння з горбильками, облицювання плиткою по кутах будівель, чергування гладкого і фактурного тинькування. Але найбільш характерним є колірне чергування фасадів в житловому селищі. Сторона, що виходить на Фріц-Рейтер-Алеї (нім. Fritz-Reuter-AlleeFritz-Reuter-Allee), була пофарбована в «берлінський червоний», колір бичачої крові. Її структурують сходові прольоти. Входи в «підкову» виділялися насиченим синім кольором. Таке колірне рішення в ті часи усіляко критикували, але нині сприймається як фірмовий знак селища.
Селище Хуфайзен став орієнтиром для житлової архітектури 1920-30-х років і сьогодні попри порівняно невеликі розміри квартир (від 49 м²) користується великою любов'ю мешканців. У 1990-ті роки проводилися реставраційні роботи, селище отримало також захист держави як історичний пам'ятник. У липні 2008 року разом з іншими п'ятьма житловими комплексами берлінського модернізму селище Хуфайзен був внесений у Список Всесвітньої спадщини ЮНЕСКО.